# Petino (Kaliningrad)
Petino (russisch Петино, deutsch Groß Rudlauken, 1938–1945 Rotenfeld; Jorksdorf und Perdollen) ist ein Ort in der russischen Oblast Kaliningrad. 

## Geographische Lage
Petino liegt zwölf Kilometer südöstlich der Stadt Polessk (Labiau) nördlich der Regionalstraße 27A-145 (ex A190) und ist über Nebenstraßen zu erreichen. Die vor 1945 „Jorksdorf“ und heute „Petino“ genannte Bahnstation liegt an der Bahnstrecke Kaliningrad–Sowetsk (Kaliningrad–Tilsit).

## Geschichte

### Groß Rudlauken (Rotenfeld)
Groß Rudlauken wurde bereits im Jahre 1318 erstmals urkundlich erwähnt. Der spätere Schulort war von 1874 bis 1945 in den Amtsbezirk Geidlauken (heute russisch: Berjosowka), der von 1938 bis 1945 „Amtsbezirk Heiligenhain“ hieß, eingegliedert, und gehörte zum Kreis Labiau im Regierungsbezirk Königsberg der preußischen Provinz Ostpreußen. Im Jahre 1910 zählte Groß Rudlauken 200 Einwohner.
Am 1. Januar 1929 vergrößerte sich Groß Rudlauken, als das Nachbargutsdorf Dwielen eingemeindet wurde. Die Einwohnerzahl stieg bis 1933 auf 250 und betrug 1939 – nach der 1938 erfolgten Umbenennung in „Rotenfeld“ – noch 229.

### Perdollen
Perdollen war ein Dorf. 1874 wurde es in den Amtsbezirk Geidlauken eingegliedert. Die Zahl der Einwohner betrug im Jahre 1910 283, sank bis 1933 jedoch auf 262 und belief sich 1939 noch auf 254.

### Jorksdorf
Die Landgemeinde Jorksdorf wurde im Jahr 1929 als Zusammenschluss der beiden Kätner-Kolonien Jorksdorf (zunächst Yorksdorf) und Klein Rudlauken gebildet. Sie gehörte zum Amtsbezirk Geidlauken. 1933 wohnten dort 403 Personen, im Jahr 1939 waren es 391.

### Petino
In Folge des Zweiten Weltkriegs kamen Groß Rudlauken/Rothöfen, Jorksdorf und Perdollen mit dem nördlichen Ostpreußen zur Sowjetunion. Im Jahr 1947 wurden Groß Rudlauken, Klein Rudlauken (sozusagen stellvertretend für Jorksdorf) und Perdollen unter der russischen Bezeichnung Petino zusammengefasst, das gleichzeitig dem Dorfsowjet Saranski selski Sowet im Rajon Polessk zugeordnet wurde. Später gelangte der Ort in den Sosnowski selski Sowet. Von 2008 bis 2016 gehörte Petino zur Landgemeinde Saranskoje selskoje posselenije und seither zum Stadtkreis Polessk.

## Kirche
Alle drei Dörfer gehörten vor 1945 mit ihrer fast ausnahmslos evangelischen Bevölkerung zum Kirchspiel der Kirche Laukischken (heute russisch: Saranskoje). Sie gehörte zum Kirchenkreis Labiau innerhalb der Kirchenprovinz Ostpreußen der Kirche der Altpreußischen Union. Heute liegt Petino im Einzugsbereich der in den 1990er Jahren neu entstandenen evangelisch-lutherischen Gemeinde in Lomonossowka (Permauern, 1938–1946 Mauern), einer Filialgemeinde der Auferstehungskirche in Kaliningrad (Königsberg) in der Propstei Kaliningrad der Evangelisch-lutherischen Kirche Europäisches Russland.

## Persönlichkeiten des Ortes
- Friedrich Martin Mattschull (geboren am 20. Januar 1847 in Groß Rudlauken), Gutsbesitzer und Mitglied des Deutschen Reichstages († 1903)